# Pulčíkovo
Pulčíkovo (1238 m) – szczyt w Wielkiej Fatrze w Karpatach Zachodnich na Słowacji.
Pulčíkovo wznosi się w bocznym, południowo-wschodnim grzbiecie szczytu Šiprúň i stanowi jego zakończenie. Stoki wschodnie opadają na Revúcke podolie, południowo-zachodnie do doliny Nižné Matejkovo, w kierunku północno-wschodnim odbiega krótki grzbiet oddzielający jedno z odgałęzień Trlenskiej doliny od dolinki potoku płynącego przez Jazierce. Podobnie jak inne szczyty w tym miejscu Pulčíkovo zbudowane jest ze skał wapiennych. Wychodnie wapienne znajdują się w kilku miejscach jego stoków, na grzbiecie północno-wschodnim jest to Vlčia skala, a u podnóży wschodnich Bukovinka. Obydwie są pomnikiem przyrody. Pomnikiem przyrody są także położone na północno-wschodnim grzbiecie Jazierskie travertíny.
Znajduje się w otulinie Parku Narodowego Wielka Fatra. Bezleśna jest tylko dolna część jego wschodnich zboczy. Znajdują się na niej pola i zabudowania oraz przebiega nią  elektryczna linia wysokiego napięcia.
Przez szczyt Pulčíkovo nie prowadzi żaden szlak turystyczny, ale jego północno-wschodnimi zboczami drogą leśną poprowadzono szlak rowerowy. 

## Szlaki turystyczne
odcinek: Rużomberk – Trlenská dolina – Vlkolínec – Grúň – Pulčíkovo – Jazierskie travertíny – Jazierský vodopád – Trlenská dolina